# Xã Cornish, Quận Aitkin, Minnesota
Xã Cornish (tiếng Anh: Cornish Township) là một xã thuộc quận Aitkin, tiểu bang Minnesota, Hoa Kỳ. Năm 2010, dân số của xã này là 28 người.